# Preston Sturges
Preston Sturges (Chicago, Illinois, 29 d'agost de 1898 - Nova York, 6 d'agost de 1959), nom original Edmund Preston Biden, va ser un prestigiós guionista i director de cinema estatunidenc.

## Biografia
Va néixer a Chicago, quan tenia tres anys es va traslladar a París amb la seva mare, que volia continuar la seva carrera com a cantant, allà va anul·lar el seu matrimoni amb el pare de Preston. El jove Sturges va viatjar per diferents països amb la companyia d'Isadora Duncan, de la qual la seva mare era amiga. Va estudiar a França, Alemanya i Suïssa. El 1917 es va allistar voluntari a l'exèrcit nord-americà amb la intenció de participar en la Primera Guerra Mundial, encara que la pau va arribar abans d'haver acabat el seu ensinistrament com a pilot. Durant uns quants mesos va publicar una pàgina còmica setmanal titulada Toot and his Loot al diari del camp d'entrenament (Park Field, a Millington, Tennessee).
En 1928, Sturges va escriure la seva primera obra teatral, The Guinea Pig, estrenada a Massachusetts, el seu èxit va fer que la portés a Broadway l'any següent. Aquest mateix any estrena també de forma reeixida l'obra Strictly Deshonorable. En els anys següents escriu altres obres que no tenen el mateix destí i el 1933 es trasllada a Hollywood com a guionista, on serà bastant sol·licitat pel seu treball.
Durant la resta dels anys trenta, Sturges va treballar sota l'estricte auspici del sistema dels estudis de Hollywood, col·laborant en una cadena de guions, alguns dels quals es portaven a terme i altres no, estava ben pagat, guanyant 2.500 $ a la setmana, però no se sentia satisfet amb la manera que els directors utilitzaven els seus diàlegs. Això el va portar a la resolució de prendre el control complet dels seus propis projectes, el que va aconseguir finalment el 1939, oferint el seu guió de El gran McGinty, escrit sis anys abans a la Paramount per un dòlar, a canvi que pogués dirigir el projecte. L'èxit de la pel·lícula va obrir la porta perquè es portessin a terme acords similars amb altres guionistes com Billy Wilder i John Huston, que també es van convertir en directors. Sturges va dir: "M'ha portat vuit anys arribar al que jo volia. Però ara, si no em quedo sense idees - i espero que no - ens divertirem. Hi ha pel·lícules meravelloses per fer, i si Déu vol, jo en faré algunes". El 1940 dirigeix El gran McGinty, per la qual obté el premi Oscar al millor guió original.
En els cinc anys següents va escriure i dirigir diverses pel·lícules que van constituir els èxits més grans de la seva carrera, Christmas in July el 1940, The Lady Eve amb Barbara Stanwyck i Henry Fonda el 1941, Sullivan's Travels amb Joel McCrea i Veronica Lake el 1941, The Palm Beach Story també amb Joel McCrea i Claudette Colbert el 1942, i The Miracle of Morgan's Creek el 1944. Cinquanta anys després, quatre d'aquestes pel·lícules van ser incloses per l'American Film Institute a la llista de les 100 millors comèdies de la història del cinema nord-americà. La seva inimitable combinació de sentiments i cinisme ha fet que segueixin atraient l'audiència avui en dia.
La institució matrimonial ocupa un lloc privilegiat en el seu afany per oferir una visió satírica sobre el comportament de l'individu dins de la societat. Inserides durant l'època en la qual els Estats Units participava activament en la Segona Guerra Mundial, les pel·lícules que Preston Sturges va dirigir per a la Paramount s'erigien en un tractat de primera mà sobre els usos i
costums de la vida conjugal des d'una òptica burlesca, cínica, en la qual no falten referències autobiogràfiques - l'escena que té lloc entre Henry Fonda i Barbara Stanwyck a The Lady Eve remet a la seva pròpia experiència amb la seva segona esposa, amb la qual recordava no haver-se casat -. Al marge d'aquestes consideracions, els films de Sturges ofereixen una imatge una mica complaent de les instàncies jurídiques i polítiques (El gran McGinty), de les entitats bancàries (The Sense of Harold Diddlebock) i de la indústria cinematogràfica (Sullivan's Travels), que permeten valorar el realitzador-guionista nord-americà com un dels màxims dinamitzadors del concepte del american way life (el somni americà) a través de la comèdia. Coincidint amb la fi de la Segona Guerra Mundial, Preston Sturges va veure rescindit el seu contracte amb la Paramount en el període en el qual el seu cinema mantenia un similar grau de parentiu amb l'obra de Frank Capra.
Al cim de la seva carrera, Sturges trenca amb la Paramount i forma amb Howard Hughes la companyia California Pictures Corporation. Roda amb Harold Lloyd Dimecres boig, que fou finalment un notable fracàs comercial i crític. És acomiadat del rodatge de Vendetta per Howard Hughes, després d'un xoc entre els seus dos fortes personalitats. Signa per la companyia Fox i roda, entre 1948 i 1949, Unfaithfully Yours i The Beautiful Blonde from Bashful Bend, dos nous fracassos comercials que acaben amb la seva carrera com a director a Hollywood. La seva vida personal tampoc va molt millor: separats des de 1946, finalment la seva dona Louise aconsegueix el divorci i se'n va amb el seu fill a Europa.
A la dècada de 1950, i davant la manca d'ofertes per a dirigir cinema, Sturges es bolca en l'escriptura i el teatre. Es casa de nou el 1951 amb Anne Margaret Nagle. Té l'oportunitat de rodar el guió de George Bernard Shaw The Millionairess, a Londres i amb Katharine Hepburn de protagonista, però finalment el projecte s'ensorra per manca de finançament. El 1955 escriu i roda a França la que seria la seva última pel·lícula, Les Carnets du Major Thompson, adaptant una novel·la de gran èxit de Pierre Daninos.
Sturges va morir d'un atac de cor en el Algonquin Hotel de Nova York mentre escrivia la seva autobiografia i va ser enterrat al Ferncliff Cemetery de Hartsdale, Nova York.

## Filmografia parcial
- The Power and the Glory (només guionista) (1933)
- The Good Fairy (només guionista) (1935)
- Diamond Jim (només guionista) (1935)
- Easy Living (només guionista) (1937)
- Remember the Night (només guionista) (1940)
- El gran McGinty (1940)
- Christmas in July (1940)
- The Lady Eve (1941)
- Sullivan's Travels (1941)
- The Palm Beach Story (1942)
- The Miracle of Morgan's Creek (filmada 1942, estrenada 1944)
- Visca l'heroi victoriós (1944)
- The Great Moment (filmada 1942, estrenada 1944)
- Dimecres boig (1947/1950)
- Unfaithfully Yours (1948)
- The Beautiful Blonde from Bashful Bend (1949)
- Les carnets du Major Thompson (1955)[2]
- Vacances a París (1957)